# Les Doigts croisés
Pour le geste, voir doigts croisés.
Pour plus de détails, voir Fiche technique et Distribution.
Les Doigts croisés (To Catch a Spy) est un film d'espionnage comique de Dick Clement réalisé en 1971.

## Synopsis
Fabienne (Marlène Jobert), jeune institutrice française, vit à Londres chez son oncle, Sir Trevor Dawson (Trevor Howard), politicien particulièrement respecté au sein des milieux diplomatiques. Fabienne est amoureuse de John (Patrick Mower (en)), un beau garçon qu'elle épouse bientôt, sans se douter que ce dernier est un espion à la solde de l'Union soviétique. Durant leur voyage de noces à Bucarest, un certain Andrej (Kirk Douglas) s'introduit dans leur chambre d'hôtel. John est arrêté et transféré à Moscou. Fabienne ne comprend pas et décide de se rendre en URSS afin de libérer son mari.

## Fiche technique
- Titre original : To Catch a Spy
- Titre français : Les Doigts croisés
- Réalisation : Dick Clement
- Scénario : Dick Clement et Ian La Frenais (en), d'après une œuvre de George Marton et Tibor Méray
- Direction artistique : Carmen Dillon
- Photographie : Christopher Challis
- Montage : John Bloom
- Musique : Claude Bolling
- Sociétés de production : Capitole Films, Les Films de la Pléiade, Ludgate Films
- Pays d'origine :  France,  Royaume-Uni,  États-Unis
- Format : couleur - 35 mm - 1,85:1 - Mono
- Genre : comédie
- Durée : 94 minutes
- Date de sortie : 
  - Royaume-Uni : 6 septembre 1971 (Londres)

## Distribution
- Kirk Douglas (VF : Michel Roux) : Andrej
- Marlène Jobert (VF : elle-même) : Fabienne
- Trevor Howard (VF : Jean Berger) : Sir Trevor Dawson
- Tom Courtenay : Baxter Clarke
- Patrick Mower (en) (VF : Gérard Hernandez) : John Fenton
- Bernadette Lafont (VF : elle-même) : Simone
- Bernard Blier (VF : lui-même) : Webb
- Sacha Pitoëff : Stefan
- Richard Pearson (VF : Henri Poirier) : Haldane
- Garfield Morgan (en) (VF : Henri-Jacques Huet) : le mari
- Angharad Rees : Victoria
- Isabel Dean (VF : Françoise Fechter) : Celia
- Sheila Steafel : la femme dans l'ascenseur
- Jean Gilpin (VF : Sophie Leclair) : l'hôtesse de l'air
- Bunny May : le liftier
- Fiona Moore : une jeune fille russe
- Bernice Stegers : une jeune fille russe
- Bridget Turner : une femme dans l'avion
- Trevor Peacock (VF : Yves Massard) : un homme dans l'avion
- Robin Parkinson (VF : Daniel Gall) : l'officier britannique
- Jonathan Cecil (VF : Daniel Crouet) : l'attaché britannique
- Robert Raglan (VF : Jean Michaud) : l'ambassadeur
- Wilfrid Brambell (VF : Georges Riquier) : Beech (non-crédité)
- ??? (VF : Bernard Musson) : le directeur de l'hôtel à Bucarest